# Кара-Хольский сумон
Кара-Хольский сумон — административно-территориальная единица (сумон) и муниципальное образование со статусом сельского поселения в Бай-Тайгинском кожууне Тывы Российской Федерации.
Административный центр и единственный населённый пункт сумона — село Кара-Холь.

## Население

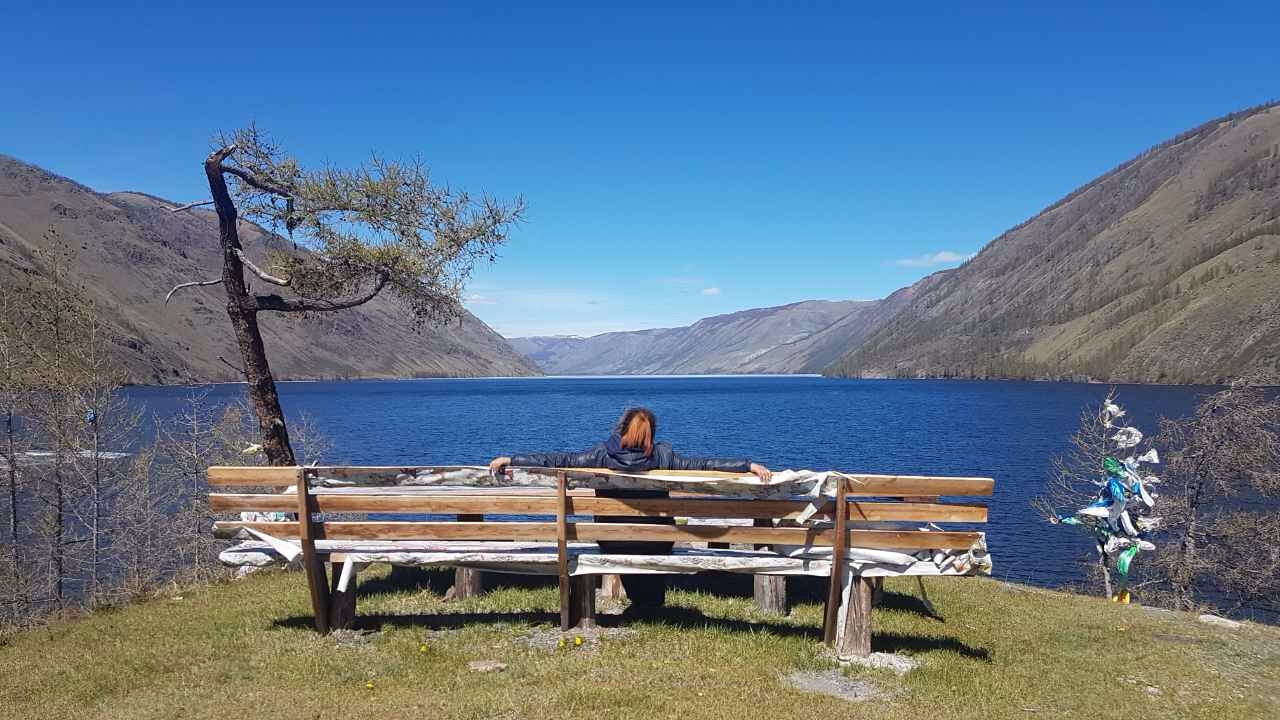
Озеро Кара-Холь в окрестности сумона

Озеро Кара-Холь зимой 2018 г.

| 2017 |
| ---- |
| 1342 |